# Climatiiformes
I Climatiiformes (Berg, 1940) sono un ordine di pesci estinti della classe degli Acantodi.

## Tassonomia
L'ordine, che alcuni studiosi ritengono polifiletico, si divide in due sottordini e varie famiglie:

Ordine Climatiiformes
- Sottordine Climatiida
  - Famiglia Climatiidae
  - Famiglia Gyracanthidae
- Sottordine Diplacanthida
  - Famiglia Culmacanthidae
  - Famiglia Diplacanthidae
  - Famiglia Tetanopsyridae
- incertae sedis
  - Famiglia Euthacanthidae

La specie più rappresentativa dell'ordine è Climatius, dal quale peraltro esso prende il nome (Climatiiformes = "dalla forma simile a Climatius").

## Descrizione
Gli appartenenti a quest'ordine vissero in un periodo compreso fra il tardo Siluriano e l'inizio del Carbonifero (390-350 milioni di anni fa): essi sono accomunati da una piccola taglia (dimensioni comprese fra i 4 e i 10 centimetri), un corpo allungato ma munito di una testa grossa e tondeggiante, la presenza di spine appuntite disposte in file lungo il corpo ed un'armatura ossea nella porzione posteriore del cranio.